# اوگنی ماکارنکو
اوگنی ماکارنکو (انگلیسی: Evgeny Makarenko؛ زادهٔ ۱۰ اکتبر ۱۹۷۵) بوکسور اهل روسیه بود.